# Croton rusbyi
Espèce
Classification APG II (2003)
Croton rusbyi est une espèce de plantes à fleurs du genre Croton et de la famille des Euphorbiaceae, présente en Bolivie.